# Paracartus fasciculosus
Paracartus fasciculosus är en skalbaggsart som beskrevs av Hunt och Stefan von Breuning 1957. Paracartus fasciculosus ingår i släktet Paracartus och familjen långhorningar. Inga underarter finns listade i Catalogue of Life.